# 西西伯利亞邊疆區
西西伯利亞邊疆區（羅馬化：Zapadno-Sibirskiy kray）是俄羅斯蘇維埃聯邦社會主義共和國歷史上的一個邊疆區。1930年7月30日，自西伯利亞邊疆區分出。首府新西伯利亞。
1934年12月7日，西西伯利亚边疆区的西部划给新设立的鄂木斯克州。1937年9月28日，分為新西伯利亞州和阿爾泰邊疆區。